# ليموهانغ إرميا موسى
ليموهانغ إرميا موسى (مواليد 17 يناير 1980) (بالإنجليزية: Lemohang Jeremiah Mosese)‏ كاتب سيناريو ومخرج أفلام من ليسوتو. يعيش في برلين بألمانيا. 

## مسيرته
وُلد ونشأ بمدينة هلوتس (Hlotse) في ليسوتو.
أسس هو وصديقه شركة إنتاج (Vision 12). بعد عودته إلى ليسوتو، قدم فيلمه الطويل الأول "Khapha tsa Mali" (دموع الدم) عام 2007.
في عام 2018، تلقى موسى إشادة من النقاد في (Film Festival Circuit) من خلال فيلمه الطويل بعنوان أمي، أنا أختنق. هذا هو فيلمي الأخير عنك، وهو فيلم وثائقي يُصور سيناريو التجارب الشخصية للمخرج بعد مغادرته ليسوتو، وفد فاز الفيلم بعدة جوائز.

## أعماله
- 2007: دموع من دم (Tears of Blood)، فيلم طويل
- 2008: فقدان البراءة (Loss of Innocence)، فيلم قصير
- Mosonngoa, The Mocked On) :2014)، فيلم قصير
- Behemoth: Or the Game of Go) :2016)، فيلم قصير
- 2019: أمي، أنا أختنق. هذا هو فيلمي الأخير عنك
- 2019: (This Is Not a Burial, It's a Resurrection)

## روابط خارجية
- ليموهانغ إرميا موسى على موقع IMDb (الإنجليزية)
- ليموهانغ إرميا موسى على موقع قاعدة بيانات الفيلم (الإنجليزية)